# 47 mieczy zemsty. Upadek zamku Ako
47 mieczy zemsty. Upadek zamku Ako – japoński film dramatyczny oparty na autentycznych wydarzeniach.

## Obsada
- Sonny Chiba - Fuwa Kazuemon
- Kinnosuke Nakamura - Ōishi Kuranosuke
- Tsunehiko Watase - Kobayashi Heihachiro
- Masaomi Kondo -  Hashimoto Heizaemon
- Toshirō Mifune - Tsuchiya Michinao
- Kyōko Enami - Ukibashi
- Mitsuteru Nakamura - Date Muratoyo
- Shinsuke Mikimoto - Tsuchiya Masanao
- Teruhiko Saigō - Asano Takumi no Kami
- Nobuo Kaneko - Kira Kōzukenosuke
- Hiroki Matsukata - Denhachiro Tamon
- Tetsurō Tamba - Yanagisawa